# Бабаксы
Бабаксы (лат. Babax) — выделявшийся до середины 2018 года род воробьиных птиц из семейства кустарницевых (Leiothrichidae). Ранее его включали в семейство тимелиевых.
В результате филогенетического исследования Cibois и коллег 2018 года всех бабаксов отнесли к роду Pterorhinus.

## Описание
Крылья короткие и округлые (длина 10—14 см), хвост длинный (до 16 см). Клюв длинный, слегка изогнутый, в длину примерно равен или чуть длиннее, чем задний палец ноги с когтем вместе взятые. Ноздри покрыты многочисленными волосами. Обитают в горных и низинных тропических и субтропических лесах и кустарниках. Тибетский вид Babax koslowi встречается на высотах до 4500 м. Представители рода включены в Международную Красную книгу, в том числе два вида в статусе близких к уязвимому положению (NC).

## Ареал
Южная Азия: Индия, Китай, Мьянма.

## Классификация
На февраль 2018 года в род включали 4 вида:
- Babax koslowi (Bianchi, 1905) — Бабакс Козлова; Китай (восточный Тибет и юг провинции Цинхай)[5]
- Babax lanceolatus (J. Verreaux, 1871) — Китайский бабакс; Индия, Китай, Мьянма[7][8]
- Babax waddelli Dresser, 1905 — Большой бабакс; Индия (Сикким), Китай (южный Тибет)[6][8][9][10][11]
- Babax woodi Finn, 1902